# Exobasidium woronichinii
Exobasidium woronichinii ist eine Pilzart der Familie der Nacktbasidienverwandten (Exobasidiaceae) aus der Ordnung Ustilaginomycotina. Sie ist ein Endoparasit von Rhododendron brachycarpum. Symptome des Befalls durch den Pilz sind das Bleichen der Blätter der Wirtspflanzen. Die Art ist in Japan verbreitet.

## Merkmale

### Makroskopische Merkmale
Exobasidium woronichinii ist mit bloßem Auge zunächst nicht zu erkennen. Symptom des Befalls ist eine Chlorose der Blätter des Wirts.

### Mikroskopische Merkmale
Das Myzel von Exobasidium woronichinii wächst wie bei allen Nacktbasidien interzellulär und bildet Saugfäden, die in das Speichergewebe des Wirtes wachsen. Die zwei- bis viersporigen, 10–60 × 4,5–12 µm großen Basidien sind lang, unseptiert und zylindrisch bis keulenförmig. Sie wachsen direkt aus der Wirtsepidermis oder aus Spaltöffnungen. Die elliptischen bis eiförmigen Sporen sind hyalin und 11–19 × 3–4,5 µm groß. Zunächst sind sie unseptiert, reif besitzen sie ein bis fünf, selten sechs Septen. Die Konidien sind hyalin, variabel geformt und 2–30 × 1–2,5 μm groß.

## Verbreitung
Das bekannte Verbreitungsgebiet von Exobasidum woronichinii erstreckt sich über ganz Japan.

## Ökologie
Die Wirtspflanzen ist Exobasidium woronichinii ist Rhododendron brachycarpum. Der Pilz ernährt sich von den im Speichergewebe der Pflanzen vorhandenen Nährstoffen, seine Basidien brechen später durch die Blattoberfläche und setzen Sporen frei. Diese keimen, nachdem sie auf geeignetes Substrat gefallen sind, zu Keimschläuchen und Konidien, aus denen sich dann neues Myzel entwickelt.